# أنطون جوستاف ماتوش
أنطون جوستاف ماتوش ( يونيو 1873 - 17 مارس 1914 ) كان شاعراً كرواتياً ، وكاتب قصة قصيرة ، وصحفياً ، وكاتب مقالات ، وكاتب رحلات . ويعتبر بطل الأدب الحداثي الكرواتي ، وفتح كرواتيا لتيارات الحداثة الأوروبية .

## حياته
ولد ماتوش في توفارنيك ، في المنطقة الشرقية الكرواتية من سيرميا في حزيران يونيو 1873  في ايلول سبتمبر 1875، عندما كان عمره عامين، انتقل والديه إلى زغرب ، حيث ذهب إلى المدرسة الابتدائية والثانوية. انتهت محاولته للدراسة في الكلية البيطرية العسكرية في فيينا عام 1891 بالفشل بسبب المرض. تم تجنيده عام 1893، لكنه هرب في أب أغسطس 1894، فرًا من كرواتيا إلى شابتس ثم إلى بلغراد .  أمضى السنوات الثلاث التالية في بلغراد، حيث عاش بحسب كلماته "عازف تشيلو ، وصحفي، ورجل أدب". في يناير 1898 سافر إلى فيينا وميونيخ ، ثم مكث لفترة في جنيف ، قبل أن ينتقل إلى باريس عام 1899 حيث سيقيم هناك لمدة خمس سنوات. وأثناء إقامته في باريس كتب أعظم قصصه. في عام 1904 عاد إلى بلغراد، وقام بزيارة زغرب سرًا (حيث كان لا يزال مطلوبًا باعتباره هاربًا) مرتين في ذلك العام ومرة أخرى في عامي 1906 و1907 أخيرًا، في عام 1908، بعد ثلاثة عشر عامًا في الخارج، تم العفو عنه واستقر أخيرًا في زغرب. في كانون الأول ديسمبر 1913، مع تدهور صحته، تم إدخاله إلى مستشفى راهبات المحبة حيث توفي في مارس 1914 بسرطان الحلق . كتب عشرين عملاً منشورًا أو غير منشور: قصائد وقصص قصيرة ومقالات وقصص رحلات وانتقادات وخلافات.